# Chapatsu

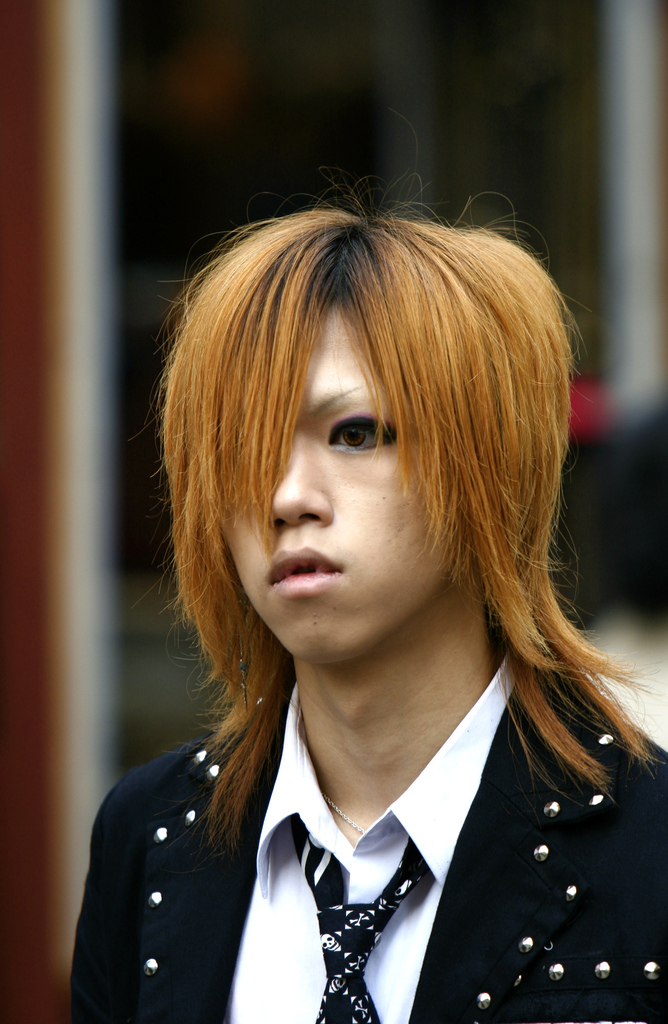
Chłopak z rozjaśnionymi włosami w stylu chapatsu.

Chapatsu (jap. 茶髪) (pol. dosł. brązowe włosy) – termin używany do opisania włosów, które zostały pofarbowane lub rozjaśnione na brąz, najczęściej spotykane wśród japońskich nastolatków. Styl ten był kiedyś zakazany w japońskich szkołach i stał się powszechnym tematem prawa obywateli do wyrażania siebie, ale dyskusja na ten temat ucichła ze względu na jego wszechobecność.

## Etymologia
Słowo chapatsu składa się z dwóch kanji: 茶, oznaczającego „herbata” i 髪, oznaczającego „włosy”. Chapats pierwotnie odnosił się do różnych kolorów farb do włosów, w tym blond, czerwonego, pomarańczowego i niebieskiego, ale obecnie jest odcieniami brązu.

## Styl

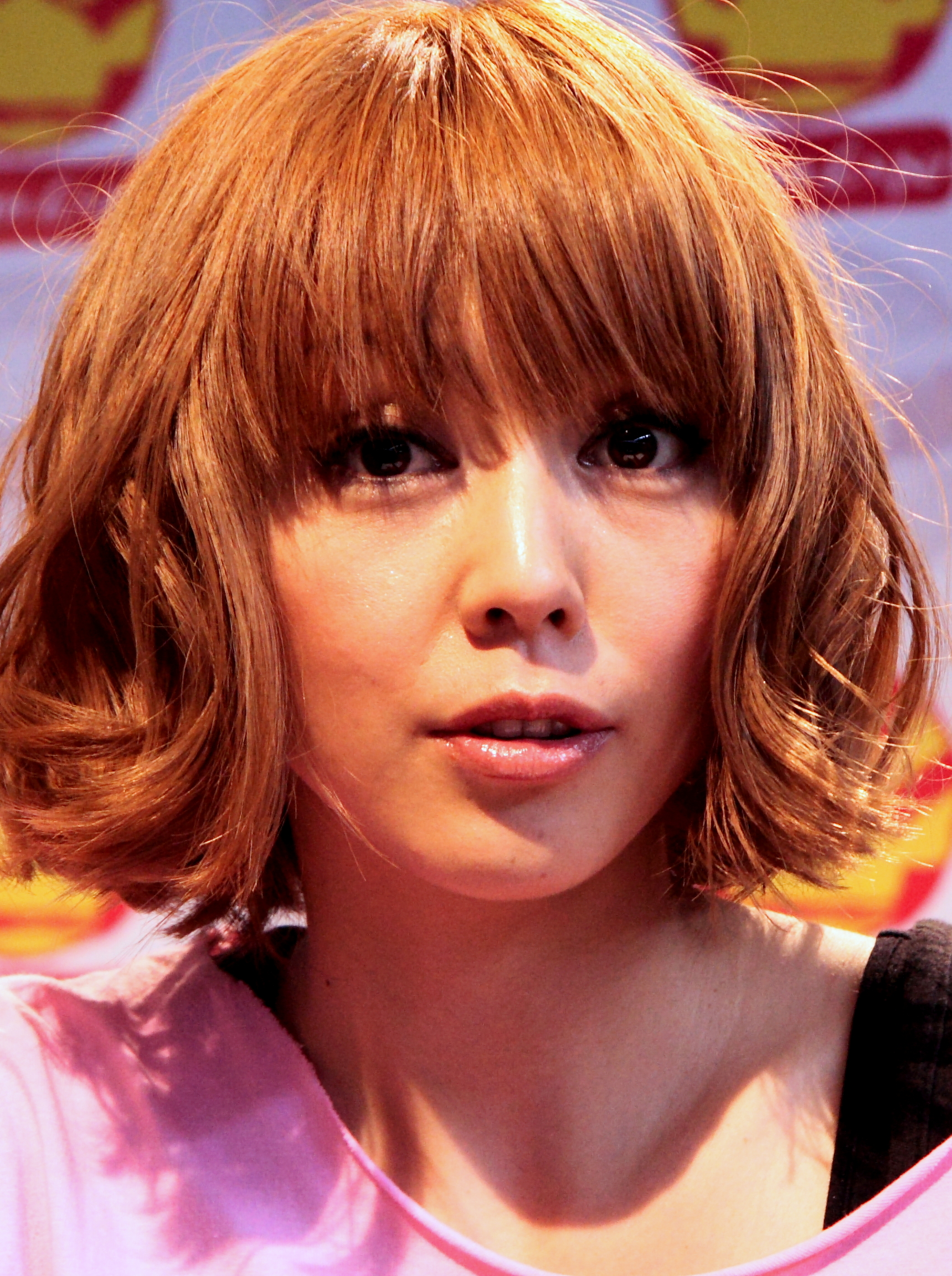
Wokalistka Yumi Yoshimura z włosami w stylu chapatsu.

Sam styl chapatsu zaczął być widoczny na ulicach Tokio od początku do połowy lat 90., ale dopiero w 1997 roku po raz pierwszy pojawił się w Imidas, corocznej publikacji nowych słów i terminów w języku japońskim. W 1998 roku słowo chapatsu zostało włączone do Kōjien, autorytatywnego słownika języka japońskiego. Styl ten początkowo zyskał popularność wśród dorastających dziewcząt, które starały się podkreślić swoją opaloną skórę (w przeciwieństwie do tradycyjnych definicji piękna), ale wkrótce stał się głównym nurtem. Jednak w połowie 2000 roku „chapatsu” jako styl głównego nurtu wydawał się odchodzić w niepamięć.

## Krytyka
Krytyka z perspektywy manier i moralności w Japonii obejmuje twierdzenie, że większość Japończyków ma czarne włosy, które powinny pozostać naturalne, a sztuczne farbowanie włosów na brąz lub blond w celu naśladowania białej odmiany człowieka jest niewłaściwe, zarówno dla uczniów, jak i innych członków społeczeństwa.
Uważa się, że rozjaśnianie uszkadza cebulki włosów, a także same włosy.

## Szkoła
W Japonii w wielu przedszkolach, szkołach podstawowych, gimnazjach, liceach i szkołach zawodowych obowiązują zasady zabraniające noszenia włosów w kolorach takich jak brąz czy blond. To, czy zasady szkolne zabraniają, zezwalają lub dezaprobują na farbowanie włosów na brąz, lub blond, różni się w zależności od szkoły, przy czym szkoły z surowymi zasadami dotyczącymi ubioru, fryzury i innego wyglądu osobistego zabraniają tego, a szkoły z mniej surowymi zasadami zezwalają lub dezaprobują to. W 2005 r. uczennica o naturalnie rudawo-brązowych włosach pozwała szkołę, która zmuszała ją do farbowania włosów na czarno i do opuszczenia jej.

## Sport

### Pływanie
W 2002 roku Japońska Federacja Pływacka oznajmiła, że pływacy będą mniej dopingowani przez kibiców, jeśli ich włosy będą zbyt krzykliwe, podobnie jak w przypadku młodych ludzi z centrum miast. Ze względu na poczucie, że „sport jest ostatnim bastionem (edukacji)”, federacja postanowiła poinstruować pływaków, aby powstrzymali się od noszenia brązowych włosów, co w 2010 zostało rozszerzone na pływaków synchronicznych, graczy piłki wodnej i zawodników wykonujących skoki do wody.

### Baseball
W Japonii niektóre kluby baseballowe zakazały noszenia brązowych włosów na polecenie trenera.

### Siatkówka
Tatsuya Ueta, trener męskiej reprezentacji Japonii w siatkówce (powołany w 2005 roku), powiedział zawodnikom podczas pierwszego spotkania: „Żadnych potarganych ani brązowych włosów”.

## Galeria
Przykłady chapatsu u kobiet.

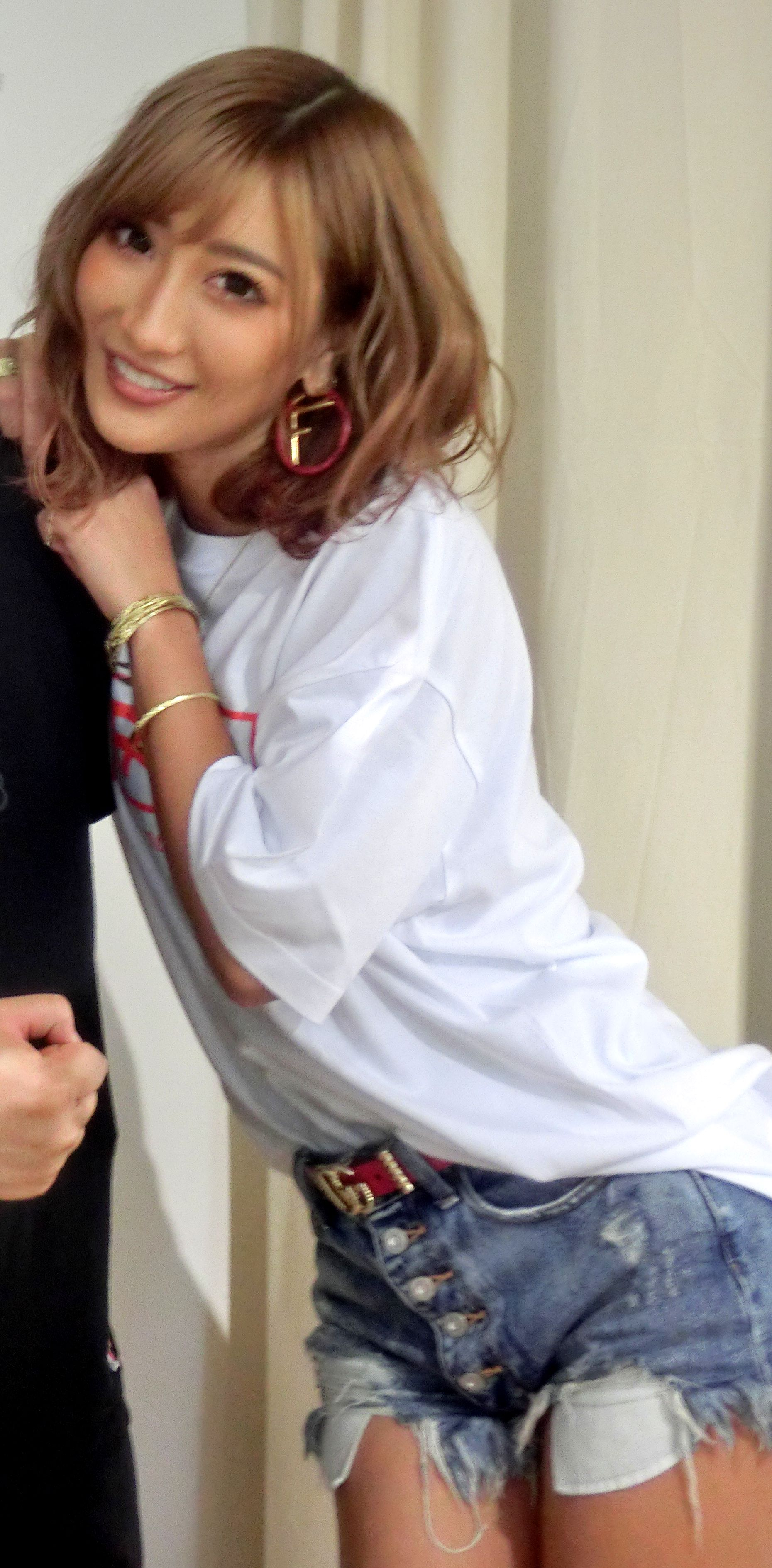
Aika aktorka av występująca w filmach dla dorosłych
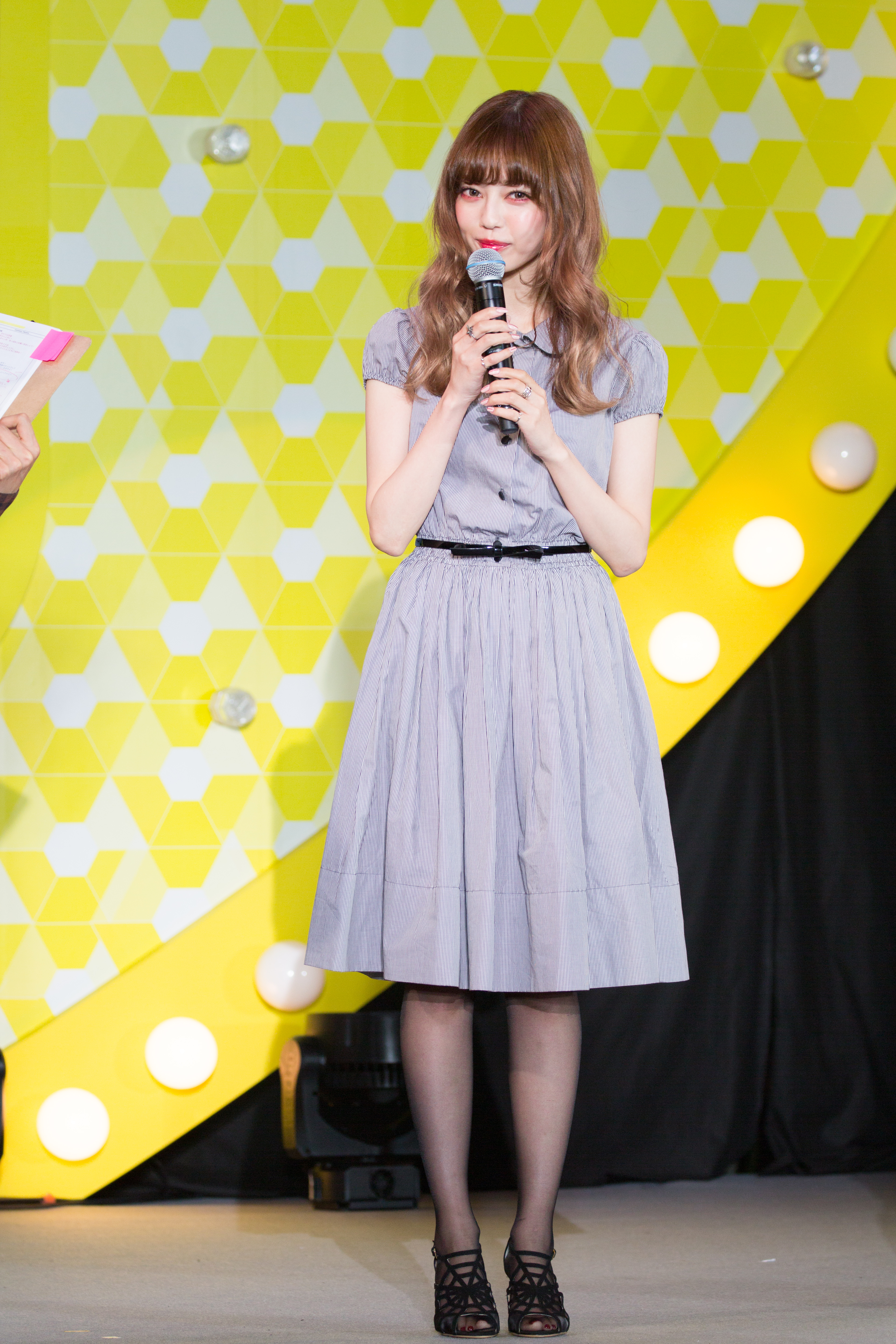
Modelka Risa Nakamura
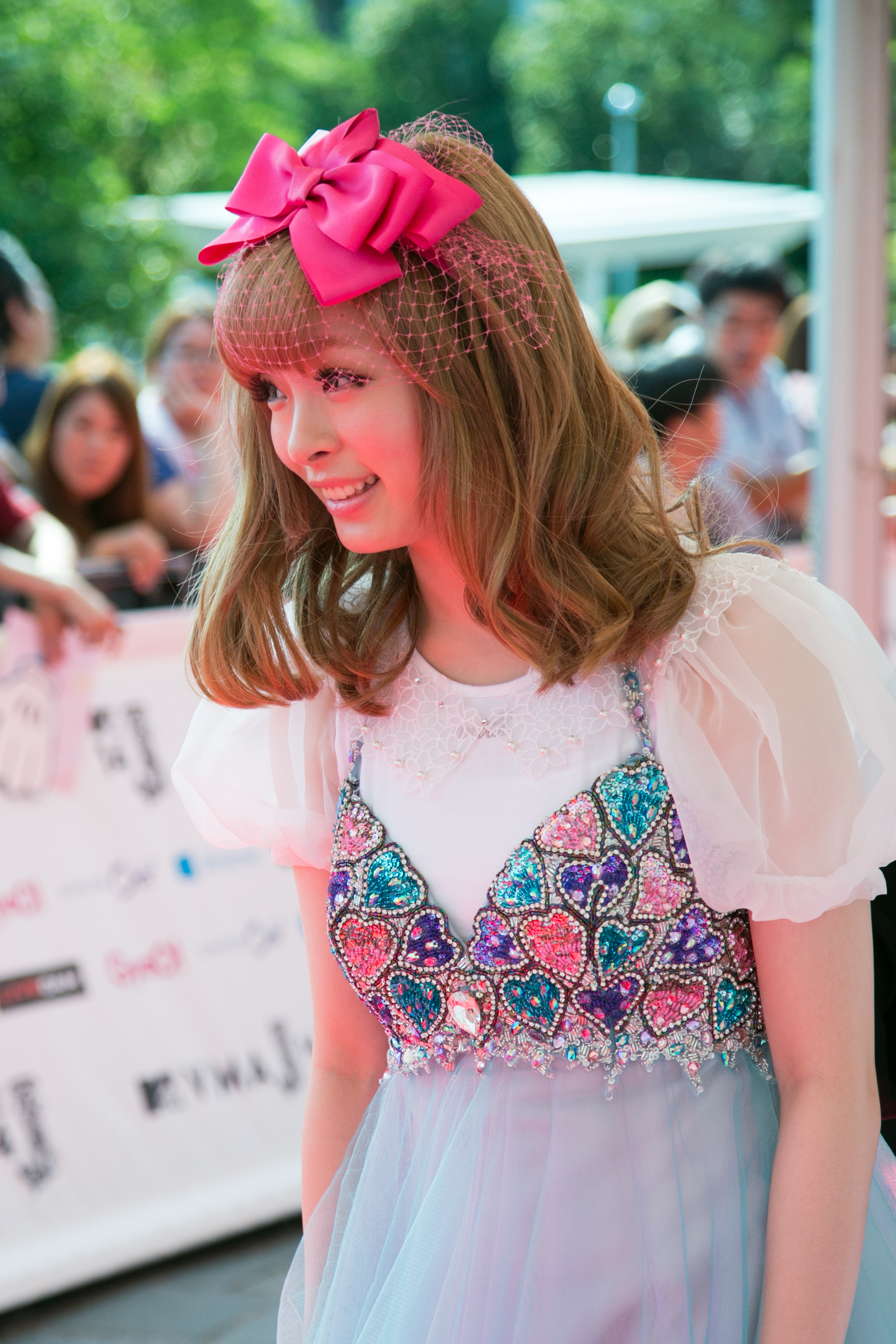
Piosenkarka j-pop Kyary Pamyu Pamyu
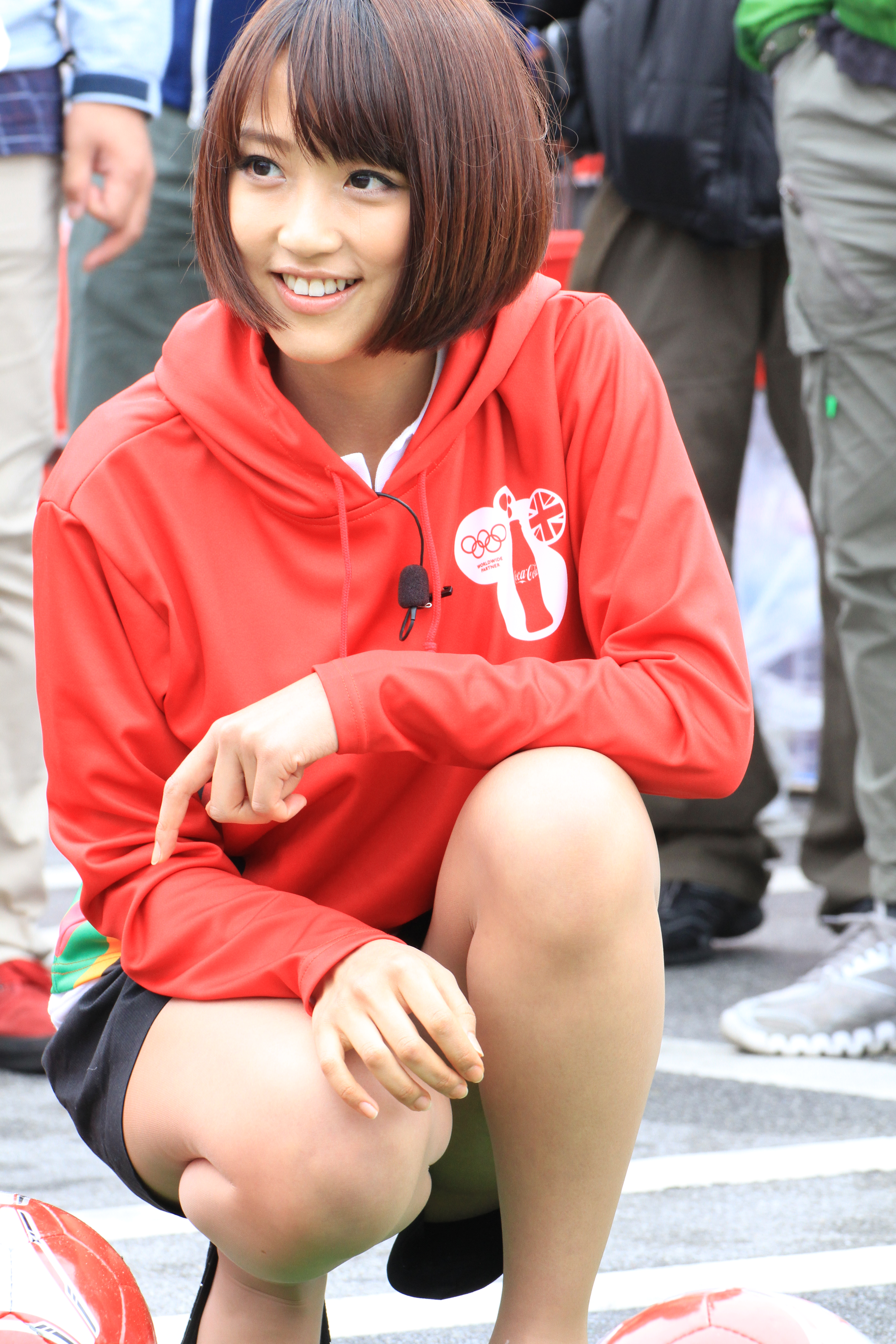
Spikerka telewizyjna Yoshie Takeuchi
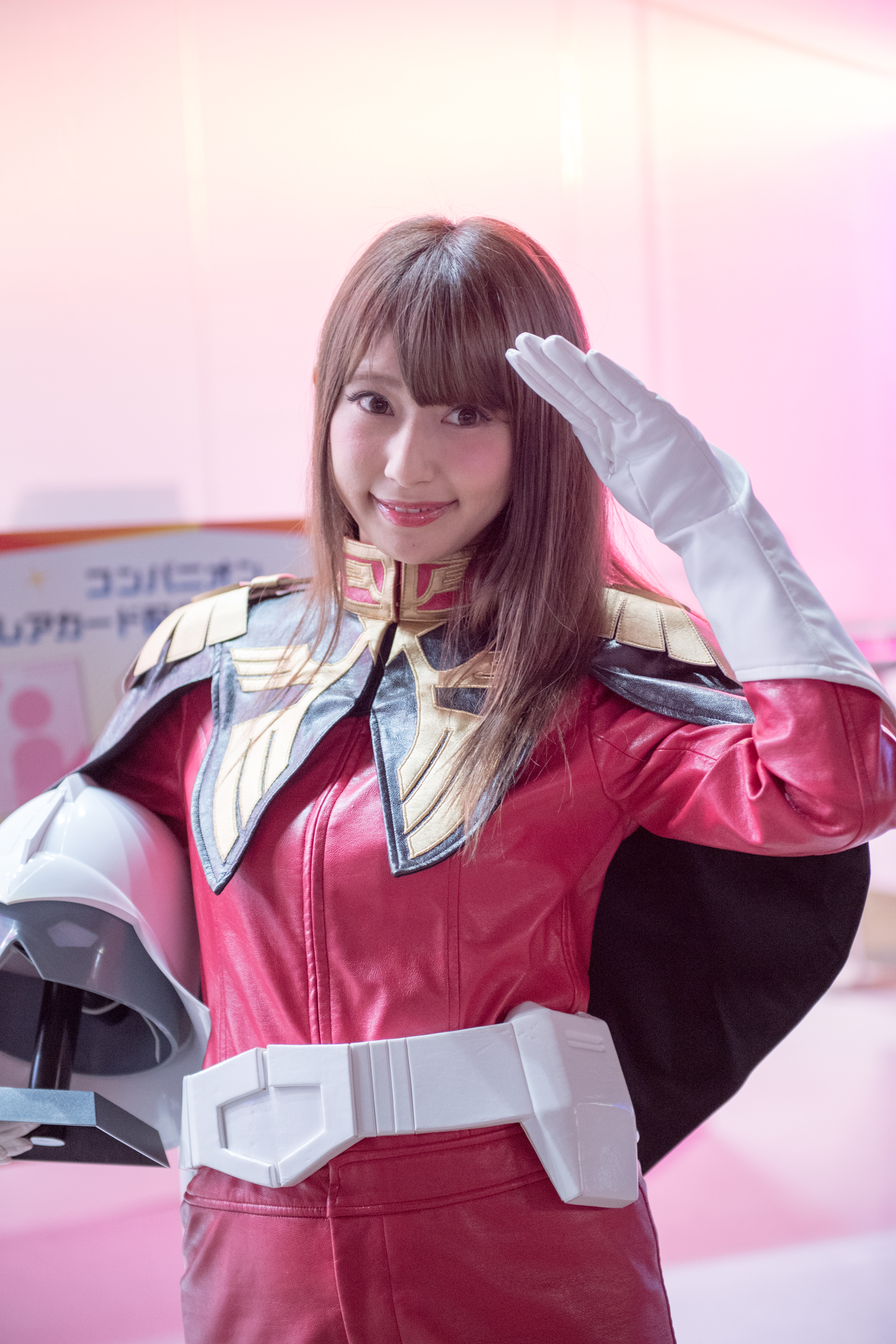
Idolka Reika Hino

Przykłady chapatsu u mężczyzn.

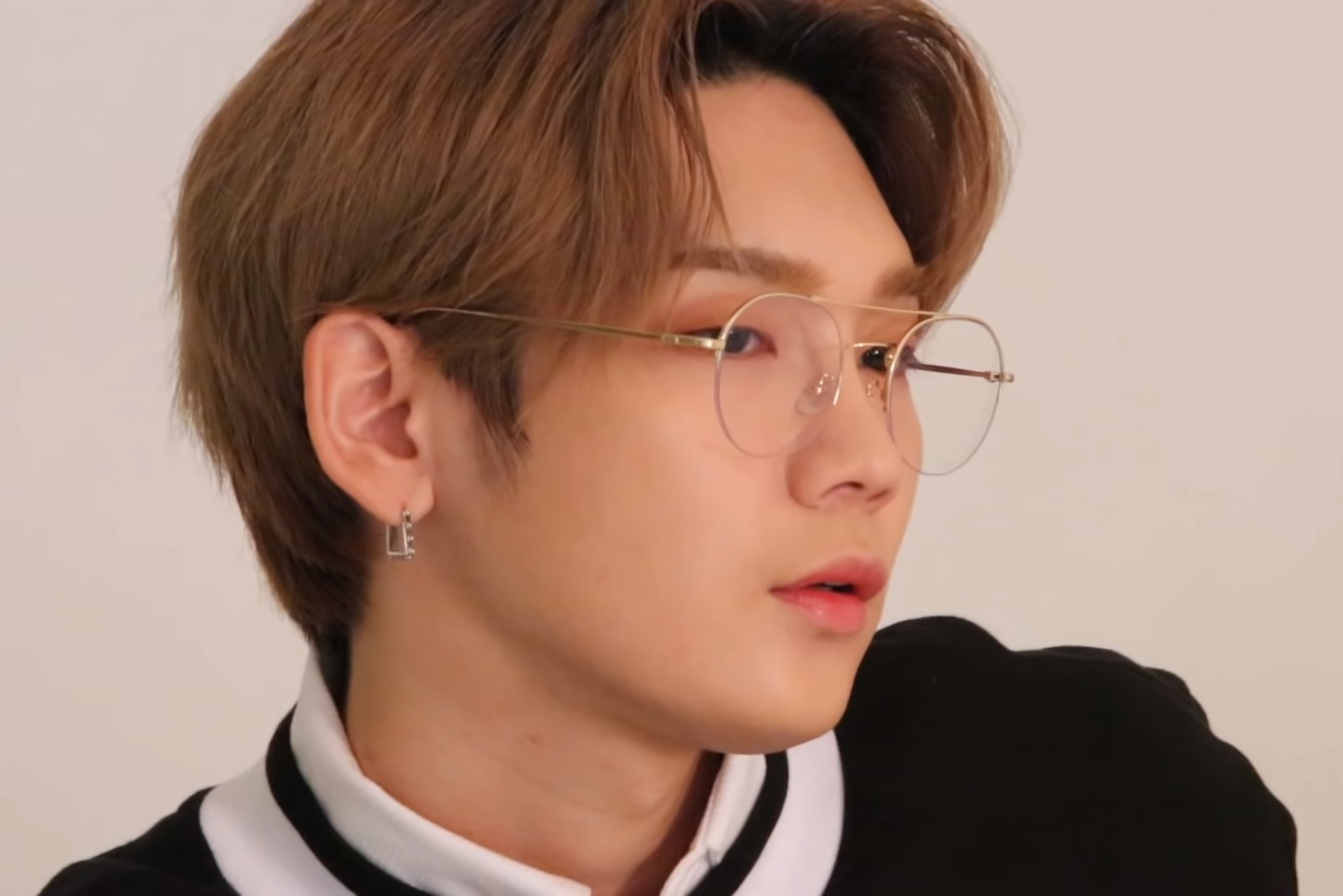
Piosenkarz Kenta Takada
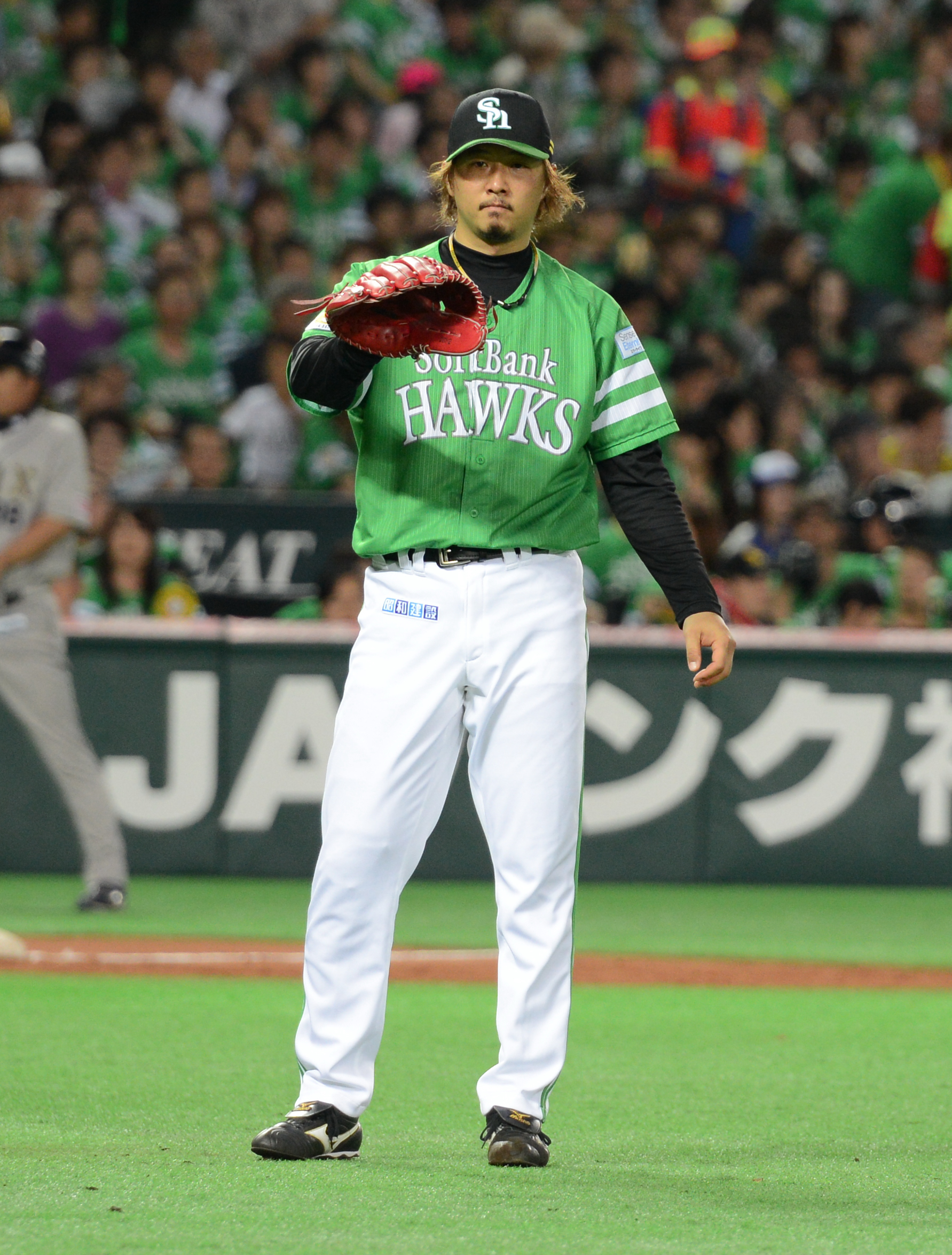
Były baseballista Hideki Okajima
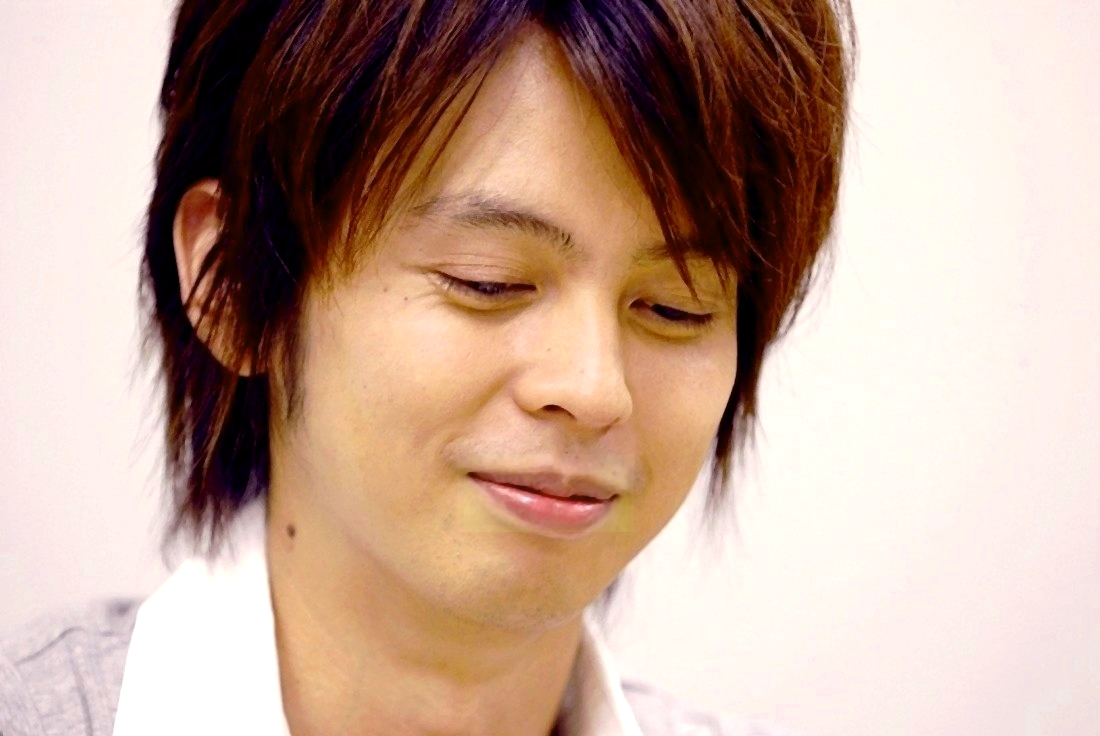
Aktor Gamon Kaai
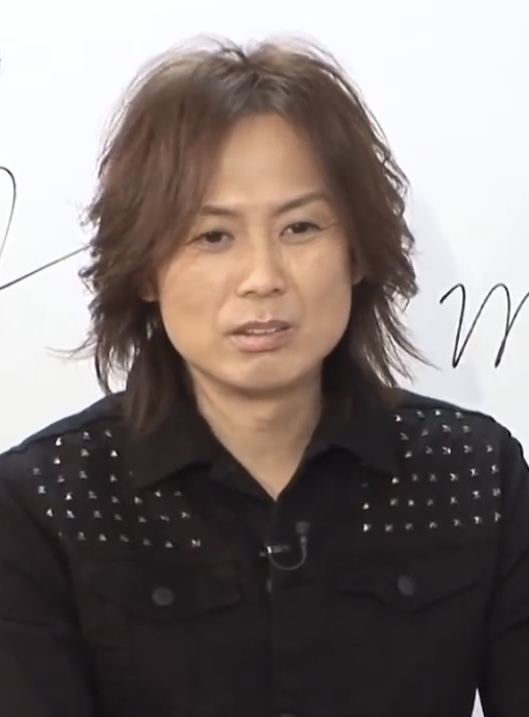
Producent muzyczny Tsunku
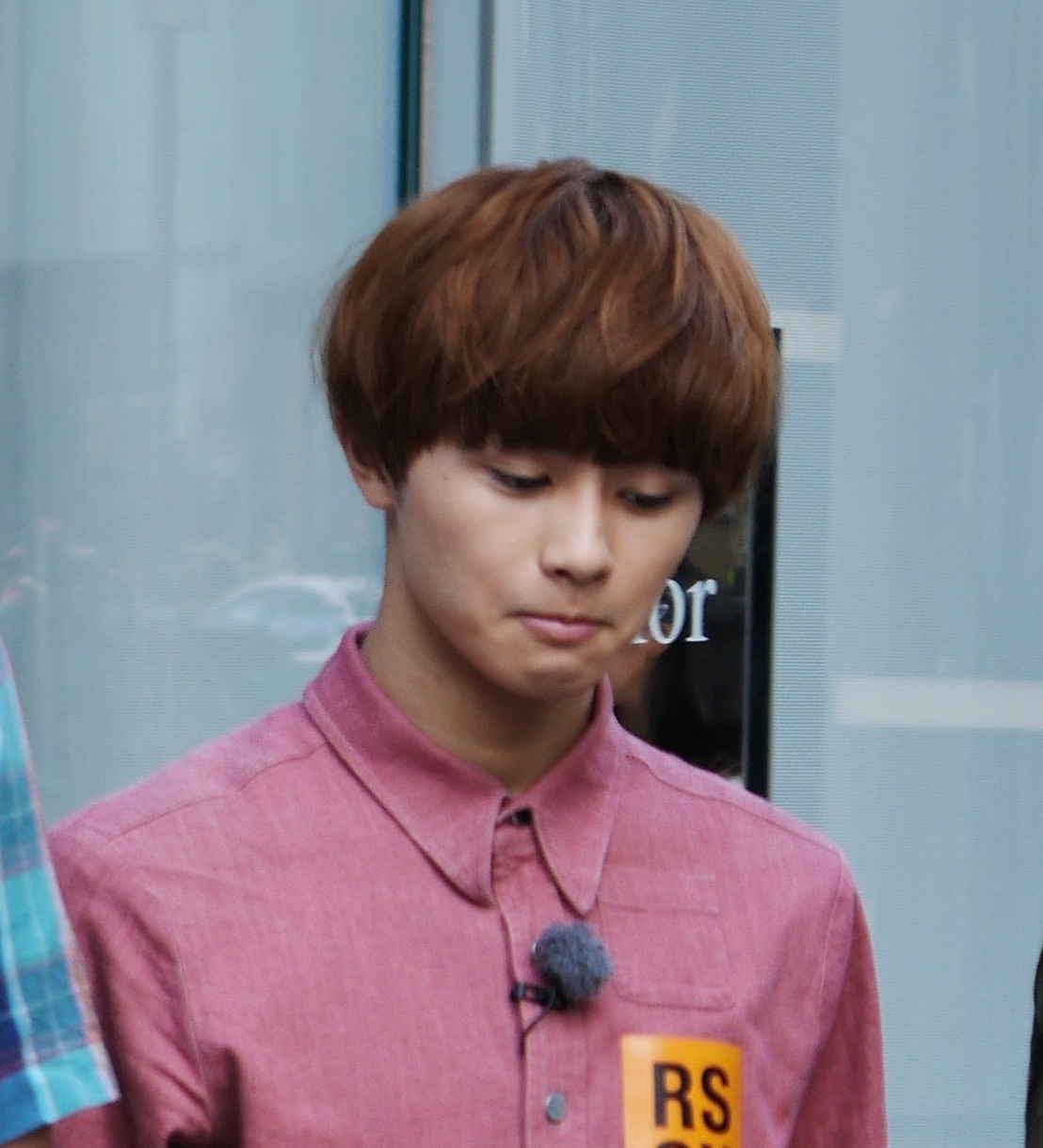
Aktor Takuya Kusakawa